# Couronne (géographie)
 (décembre 2018).
En géographie, une couronne est une zone circulaire autour de certains centres-villes. Elle n'a pas de définition précise. 

## Couronnes parisiennes

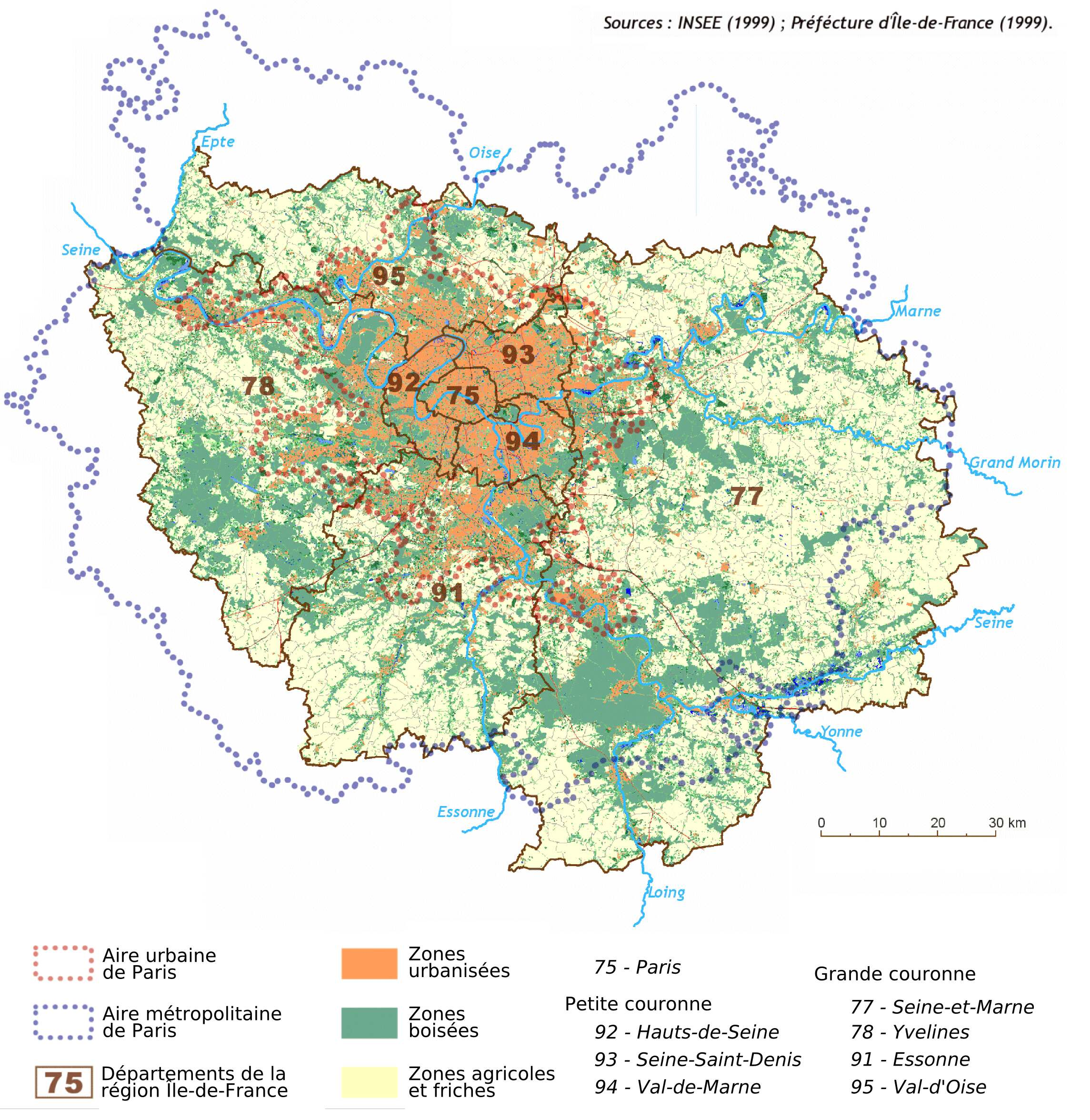
Aire et zones de l'Île-de-France.

On peut distinguer trois à quatre « couronnes » autour de la ville de Paris, définies essentiellement par le découpage administratif :
- la petite couronne ou première couronne, en région parisienne, désigne les trois départements limitrophes de Paris (Hauts-de-Seine, Seine-Saint-Denis, Val-de-Marne) ;
- la grande couronne ou deuxième couronne, en région parisienne, désigne les quatre départements composant la « grande banlieue » parisienne (Yvelines, Val-d'Oise, Seine-et-Marne, Essonne) ;
- la troisième couronne : Loiret, Oise, Eure, Yonne, Eure-et-Loir, Marne, Aube, Aisne[réf. nécessaire] ;
- la quatrième couronne, ou périphérie du bassin parisien : Calvados, Indre-et-Loire, Loir-et-Cher, Somme, Seine-Maritime, Orne, Cher, Indre, Sarthe, Manche, Haute-Marne, Ardennes[réf. nécessaire].

Selon le Sénat, « ces termes sont entrés dans le langage courant suite à la loi du 10 juillet 1964 portant sur la réorganisation de la région parisienne, qui a supprimé les départements de la Seine et de la Seine-et-Oise et créé les Hauts-de-Seine, la Seine-Saint-Denis, le Val-de-Marne, les Yvelines, le Val-d'Oise et la Seine-et-Marne. La loi ne fait aucune allusion au terme « couronne », mais celui-ci a été adopté au fil des ans, sans qu'il ait vraiment de source « officielle ». »

## Les couronnes urbaines

Illustration des termes de ville-centre, banlieue, couronne périurbaine, unité urbaine et aire urbaine d'après l'Insee.

Le terme de couronne est appliqué de manière analogique aux grandes villes françaises et mondiales. Une couronne est alors une zone circulaire autour d'un centre-ville d'une agglomération importante, distincte par sa morphologie (densité du bâti) et ses fonctions.
L'Insee définit ainsi une couronne périurbaine autour de l'anneau de la banlieue.